# Carex testacea
Carex testacea är en halvgräsart som beskrevs av Daniel Carl Solander och Francis M.B. Boott. Carex testacea ingår i släktet starrar, och familjen halvgräs. Inga underarter finns listade i Catalogue of Life.

## Bildgalleri

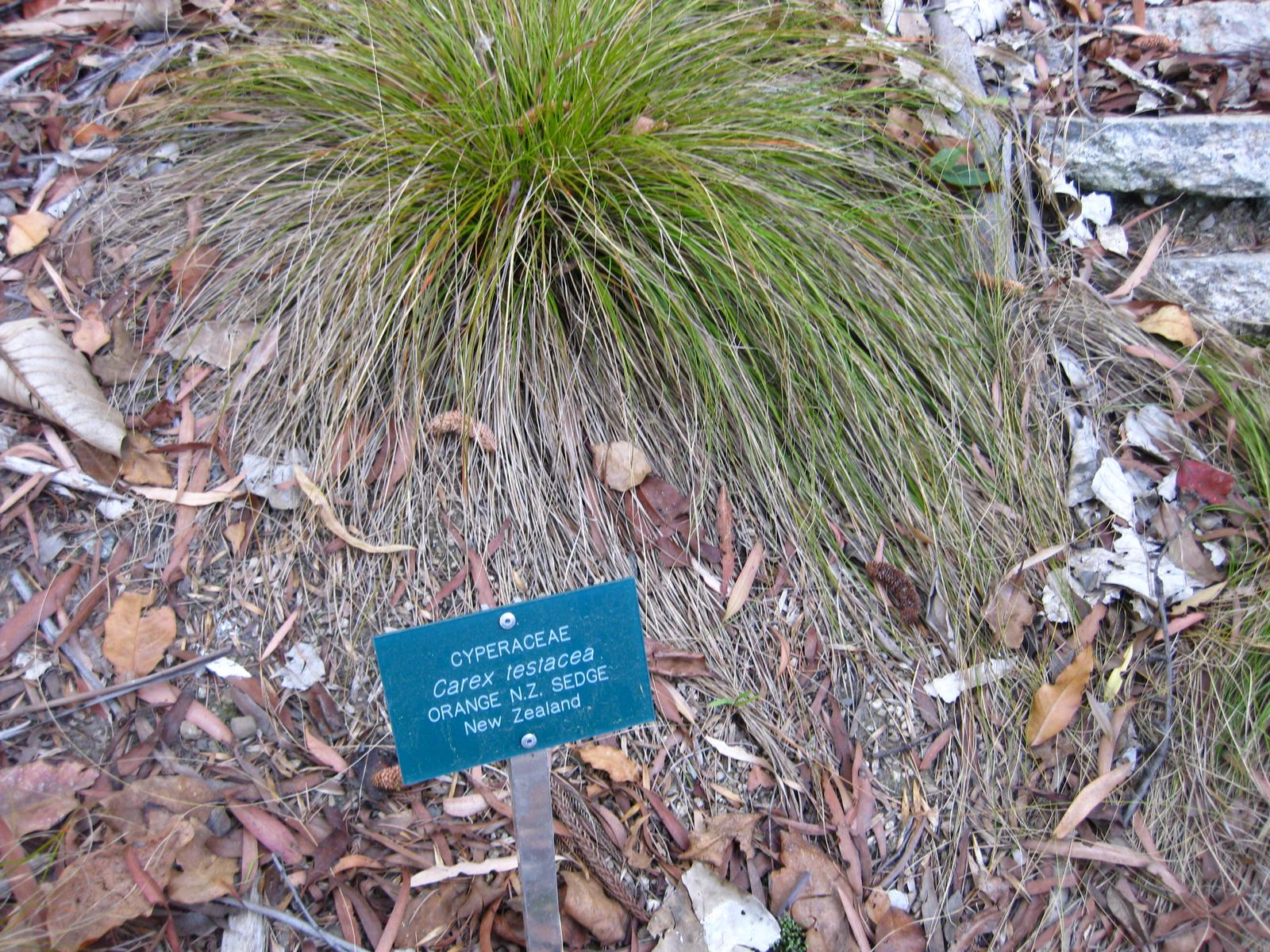
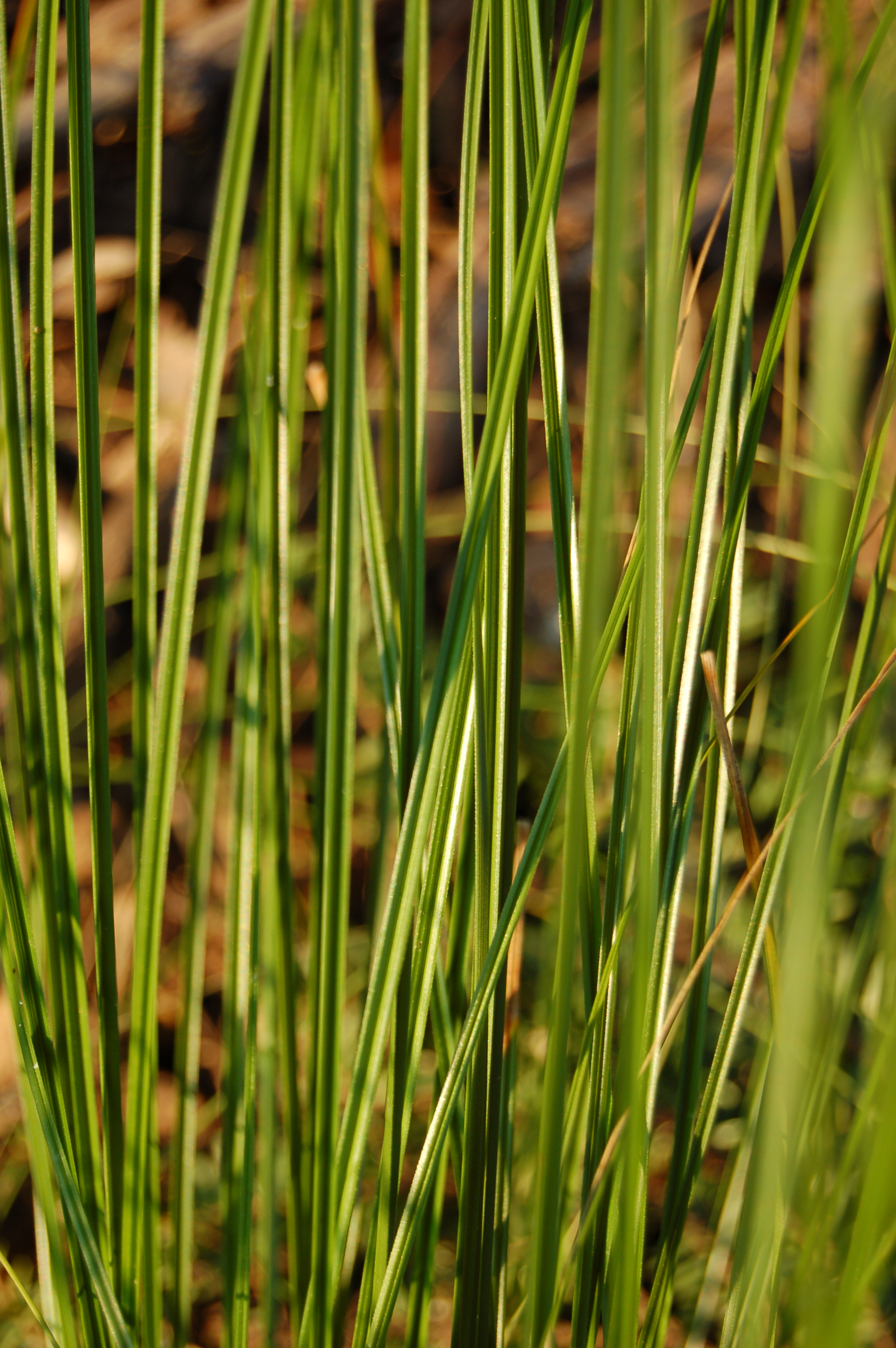
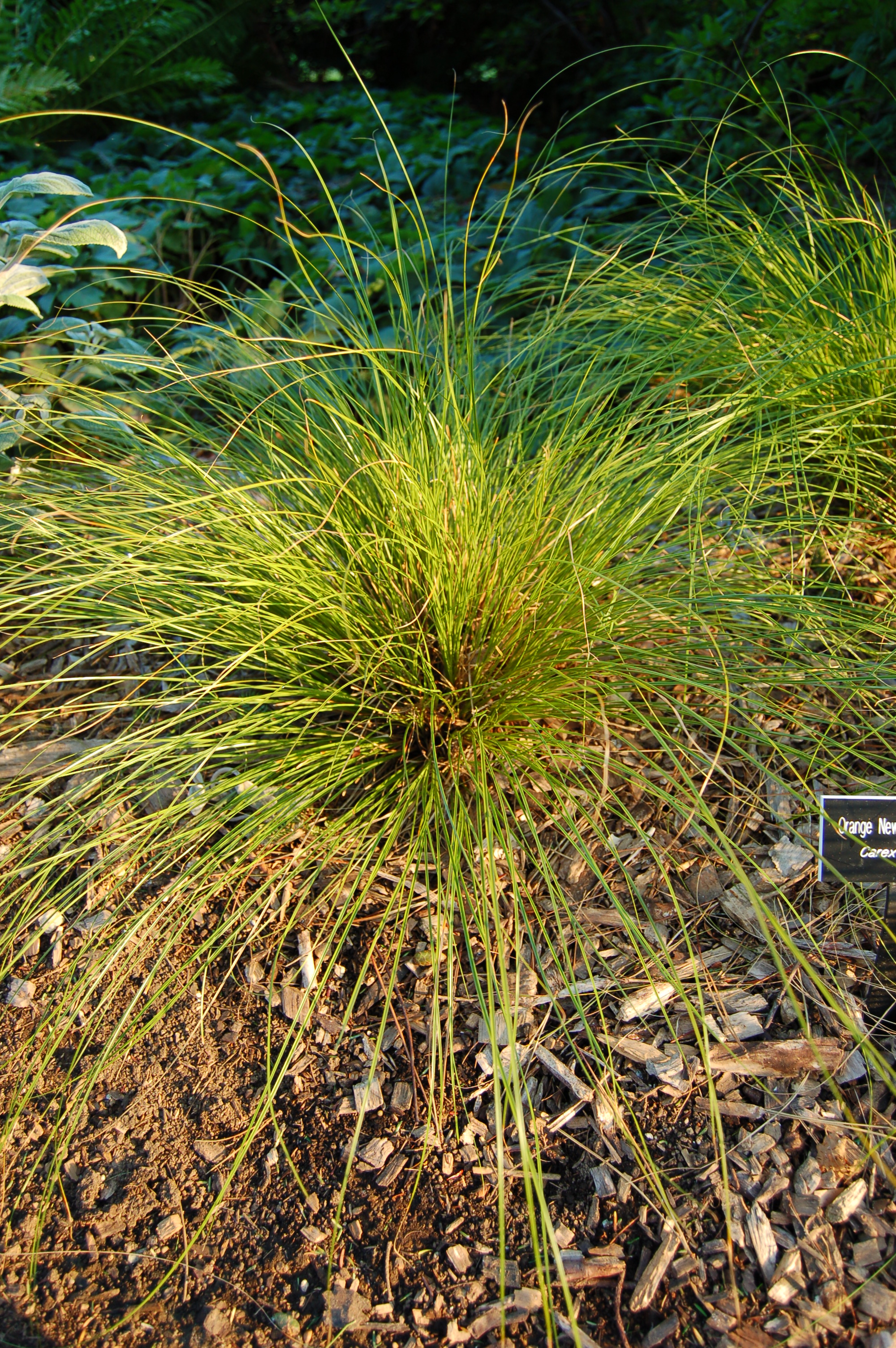
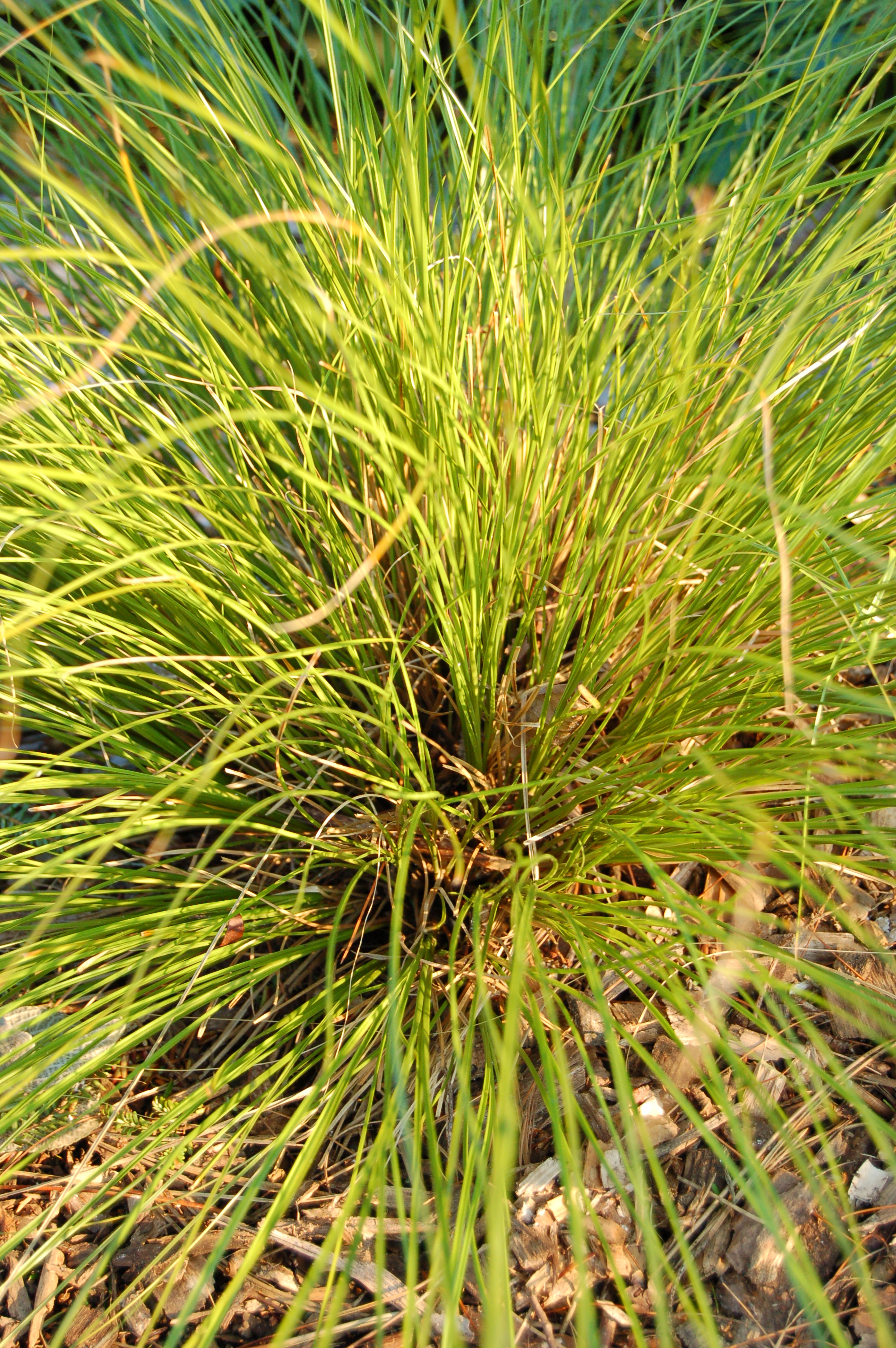